# 2008年夏季奥林匹克运动会圭亚那代表团
2008年夏季奥林匹克运动会圭亞那代表团会参加2008年8月8日至24日在中国北京主办的第29届夏季奥运，代表团有4人，分別參與田徑與游泳兩個項目。

## 田徑
- Marian Burnett
- Adam Harris
- Aliann Pompey

## 游泳
- Niall Roberts